# Al Kooper
Al Kooper, född Alan Peter Kuperschmidt den 5 februari 1944 i Brooklyn i New York, är en amerikansk musiker, låtskrivare och musikproducent.
Kooper inledde sin karriär som professionell musiker 1959 då han blev gitarrist i gruppen The Royal Teens, mest känd för låten "Short Shorts". På 1960-talet började han skriva låtar och tillsammans med Bob Brass och Irwin Levine skrev han "This Diamond Ring" som inspelad av Gary Lewis and the Playboys blev en hit 1964.
År 1965 fick Kooper hoppa in som organist på inspelningen av Bob Dylans "Like a Rolling Stone". Han spelade med Dylan under hans första elektriska framträdande på Newport Folk Festival 1965 och medverkade även på Blonde on Blonde. Kooper värvades 1965 även som keyboardist till det nystartade rockbandet The Blues Project, där han senare även blev sångare. Han spelade in tre album med gruppen innan han hoppade av 1967. Kort därefter bildade han Blood, Sweat & Tears. Kooper var bandets ledare och huvudsakliga låtskrivare, men lämnade det redan efter debutalbumet Child Is Father to the Man 1968. Detta år spelade han också in albumet Super Session tillsammans med Mike Bloomfield och Stephen Stills och soloalbumet I Stand Alone.
Efter avhoppet från Blood, Sweat & Tears arbetade Kooper som studiomusiker och medverkade på inspelningar av bland andra Jimi Hendrix, The Who och The Rolling Stones. I början av 1970-talet upptäckte han Lynyrd Skynyrd och producerade deras tre första album. Han producerade under 1970-talet även artister som The Tubes, B.B. King och Nils Lofgren.

## Diskografi
Soloalbum
- 1968 – I Stand Alone
- 1969 – You Never Know Who Your Friends Are
- 1970 – Easy Does It
- 1971 – New York City (You're a Woman)
- 1972 – Possible Projection of the Future/Childhood's End
- 1973 – Naked Songs
- 1976 – Act Like Nothing's Wrong
- 1983 – Championship Wrestling
- 1994 – Rekooperation
- 2005 – Black Coffee
- 2008 – White Chocolate